# Integrală eliptică
Integralele eliptice, introduse în calculul integral de Giulio Fagnano dei Toschi și Leonhard Euler, au apărut cu ocazia calculului lungimii unui arc de elipsă. Sunt integrale de forma 
{\displaystyle f(x)=\int _{c}^{x}R\left(t,{\sqrt {P(t)}}\right)dt\,\!}
unde R este o funcție rațională, P este un polinom de gradul 3 sau 4, cu rădăcini simple (nerepetate), iar c este o constantă.
În general, integralele eliptice nu pot fi exprimate sub formă de funcții elementare. Funcțiile eliptice au fost formulate ca funcții inverse ale integralelor eliptice. Teoria integralelor eliptice a fost inițiată din secolul al XVIII-lea.
Apar, printre altele, în probleme aplicative de geografie fizică și matematică la calculul lungimii arcului de meridian între două puncte de pe suprafața Pământului.

## Tipuri
Există trei tipuri de integrale eliptice, fiecare divizate în complete și incomplete:
- de tipul/speța I
- de speța II
- de speța III

Această tipizare a fost efectuată de Legendre din 1793. El a analizat în detaliu aceste integrale și a calculat tabele numerice pentru ele .